# GSM-R

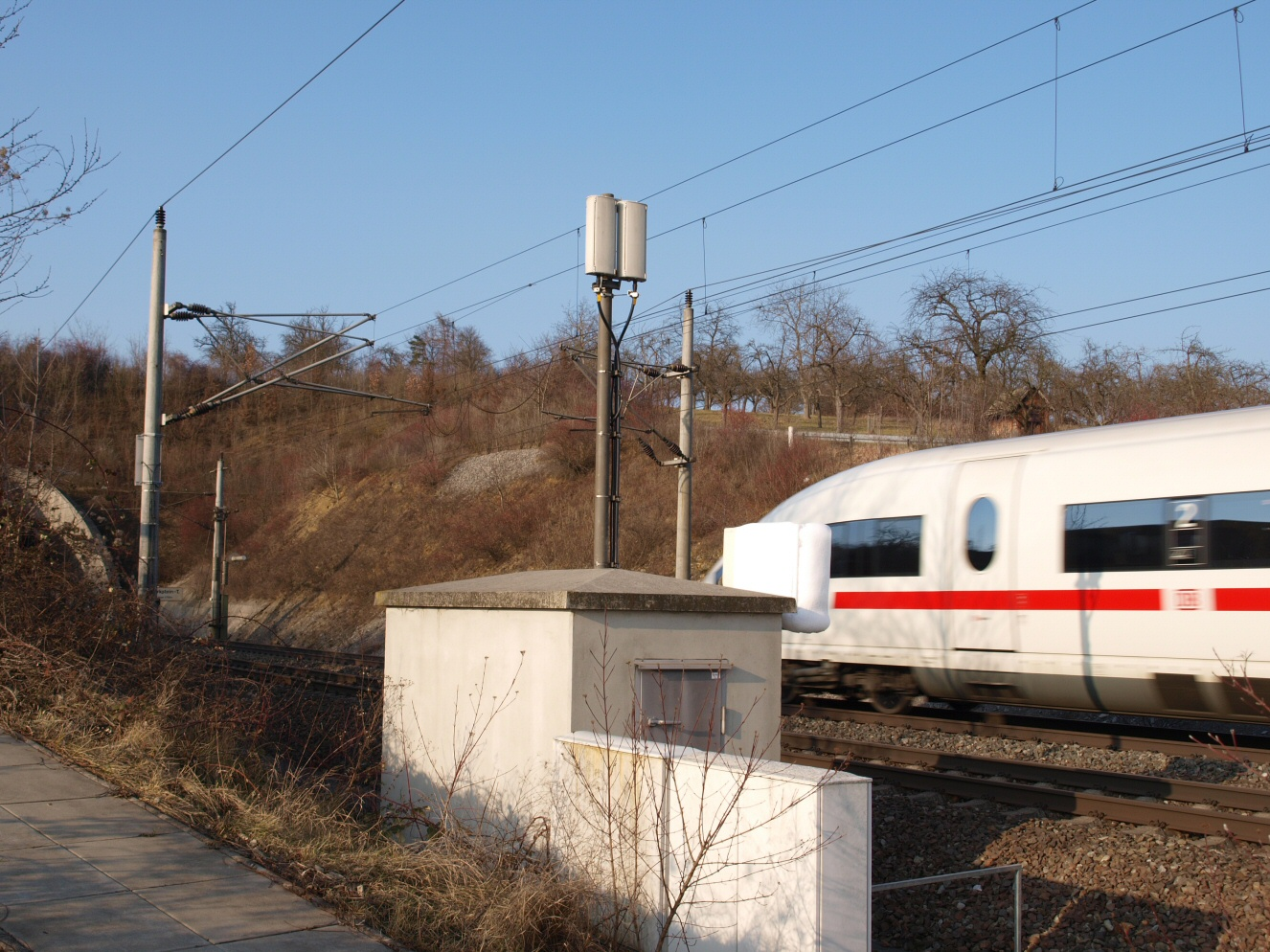
Antena del sistema GSM-R en una línea de alta velocidad en Alemania.

El GSM-R (de «GSM-Railway», GSM-Ferrocarril) es un sistema de comunicación digital inalámbrico desarrollado específicamente para la comunicación ferroviaria entre un puesto de mando/control y los trenes. Se creación fue en paralelo con el ERTMS. Provee a los trenes de radiotelefonía y línea de datos. Según Adif significa: Global System for Mobile Railways.

## Historia
La mayoría de las empresas ferroviarias disponían de sistemas de radiotelefonía analógica de comunicación con sus trenes. La necesidad de mejora, gracias a la tecnología digital, y de establecer sistemas unificados para trenes que circulan a lo largo de la Unión Europea y otros trenes, llevaron a la creación del sistema GSM-R. Su desarrollo es paralelo al del sistema ERTMS.

## Funcionamiento
El GSM-R se basa en la tecnología GSM, ampliamente desarrollada para la telefonía móvil. No obstante, dispone de una banda de frecuencias separada: entre 876 MHz y 880 MHz en el canal de subida y 921 MHz a 925 MHz en el canal de bajada, lo que permite evitar cualquier tipo de interferencia intrabanda con las redes GSM públicas. Su coste es bajo en relación con otros sistemas.
Para poder comunicar con los trenes el sistema dispone de varias antenas situadas a lo largo de la vía de modo que la cobertura sea total, incluso en los túneles. Se garantiza su correcto funcionamiento para trenes que circulan hasta 500 km/h.

## Uso
El GSM-R se utiliza para varios fines:
- Circulando con ETCS 2 dota de comunicación continua entre el RBC (Radio Block Center o Centro de Bloqueo por Radio), las balizas y el tren para transmitir las Autorizaciones de Movimiento (Movement Authority, MA) que contienen la velocidad máxima que concede el sistema al tren durante un tiempo determinado y para una distancia determinada.
- A modo de baliza móvil, enviando continuamente la posición del tren al Centro de Regulación y Control (CRC). Esta tecnología se usará en el nivel de señalización ETCS 3. Gracias a esta tecnología sería posible eliminar todo tipo de señales y casi todas las balizas, ya que el sistema enviaría constantemnete información al tren, los cantones serían dinámicos y los marcaría el tren en función de su velocidad, distancia con el resto de los convoyes, etc., enviando al resto de los trenes la velocidad máxima a la que pueden circular.
- Como sistema de radiotelefonía y transmisión de mensajes de texto, para sustituir al Tren-tierra.

La tecnología GSM-R ya está parcialmente implantada en numerosos países europeos: España, Francia, Reino Unido, Alemania, Países Bajos, Bélgica, Suiza, Suecia, Noruega, Finlandia y otros. También está introduciéndose igualmente en el resto del mundo, por ejemplo, en China, India o Arabia Saudí.

### España
En el caso de España el GSM-R se utiliza en las líneas de alta velocidad y se ha implantado asimismo en núcleos de cercanías como Bilbao y Santander, y próximamente en Madrid.
La funcionalidad en cada una de las líneas o núcleos implantados es diferente. Mientras que en líneas de alta velocidad con ETCS 2 se emplea para la comunicación de órdenes del sistema de control y seguridad, en algunas otras líneas funciona simplemente como comunicación, en combinación con sistemas de señalización ASFA o de otros tipos.
En otras líneas se sigue usando el sistema analógico anterior conocido como Tren-tierra.